# Lim Kim
Lim Kim de nacimiento Kim Ye rim, es una cantante surcoreana quién acabó en segundo lugar en la segunda temporada del programa Superstar K.  

## Carrera
Compitió en el concurso Superstar K3 como Togeworl, colocándose en tercer lugar. En 2013 debutó como cantante solista, y es conocida por la canción "All Right." dejó MYSTIC STORY después de que su contrato finalizó en 2016.
A pesar de que Togeworl planeaba debutar en 2013, Do Dae-yoon tuvo que regresar a los Estados Unidos debido a temas escolares. Finalmente se decidió que debutase como solista antes de reunirse nuevamente como dúo. En junio de 2013, liberó el extended play A Voice, con el sencillo "All Right." Su segundo extended play, Her Voice fue publicado en septiembre, y en noviembre se publicó un álbum completo llamado Goodbye 20. La lista Billboard de las 20 mejores canciones K-Pop 2015 ubicó la canción en el número ocho.

## Filmografía

### Televisión
| Año  | Título                  | Network | ref   |
| ---- | ----------------------- | ------- | ----- |
| 2014 | Entertain Us            | Mnet    |       |
| 2013 | Running Man             | SBS     |       |
| 2013 | Monstar                 | Mnet    |       |
| 2012 | Shut Up Flower Boy Band | tvN     | [ 9 ] |
| 2012 | Superstar K3            | Mnet    |       |

## Premios y nominaciones
|      | Premios                              | Categoría           | Resultado |
| ---- | ------------------------------------ | ------------------- | --------- |
| 2013 | 5th MelOn Music Awards               | mejor debutante     | Ganadora  |
| 2013 | 15th Mnet Asian Music Awards         | mejor artista nueva | Nominada  |
| 2014 | 28th Golden Disk Awards              | mejor debutante     | Ganadora  |
| 2014 | 20th Korea Entertainment Arts Awards | mejor baladista     | Ganadora  |
| 2014 | 16th Mnet Asian Music Awards         | mejor OST           | Nominada  |